# Videoredigeringsprogram
Videoredigeringsprogram är mjukvara avsedd att brukas på dator för redigering av videofilm.
Exempel på videoredigeringsprogram:
| Namn           | Licens          | Plattform                                   |
| -------------- | --------------- | ------------------------------------------- |
| Avidemux       | Fri programvara | FreeBSD, Linux, Mac OS X, Microsoft windows |
| Kino           | Fri programvara | FreeBSD, Linux                              |
| Imovie         | Proprietär      | Mac OS X                                    |
| Final Cut      | Proprietär      | Mac OS X                                    |
| Sony Vegas     | Proprietär      | Microsoft Windows                           |
| Adobe Premiere | Proprietär      | Mac OS X, Microsoft Windows                 |
| VideoStudio    | Propiretär      | Microsoft Windows                           |
| Media 100      | Proprietär      | Mac OS X, Microsoft Windows                 |